# Matthias Petri Upplänning
Matthias Petri Upplänning, född 1533, död 20 juni 1611 i Västra Husby församling, var en svensk präst.

## Biografi
Matthias Petri Upplänning föddes 1533. Han var son till borgaren i Söderköping Peder Mattsson Upplänning och Christina Ericsdotter Puke. Hans far hade tidigare varit ägare till frälsegods i Uppland. Upplänning blev 1567 kyrkoherde i Västra Husby församling. Han skrev 7 mars 1590 under 1590 års arvförening. Upplänning avled 1611 i Västra Husby församling. Ett epitafium över honom, som föreställer hans himmelsfärd,  hängdes upp i Västra Husby kyrka.

### Familj
Upplänning gifte sig 1565 med Anna Danielsdotter Grubbe. Hon var dotter till borgmästaren Daniel Jonsson Grubbe i Norrköping. 
De fick tillsammans barnen: 
1. assessorn Peder Mattsson Stiernfelt (1568–1639)
2. kyrkoherden Hans Matthiæ (1570–1637) i Sankt Olofs församling, Norrköping
3. Elisabeth Mattsdotter som var gift med kyrkoherden Johannes Prytz i S:t Laurentii församling, Söderköping,
4. landskamreren Knut Mattsson i Växjö
5. borgmästaren Anders Mattsson (1592–1642) i Norrköping
6. biskopen Johannes Matthiæ Gothus i Strängnäs stift
7. en dotter som var gift med kyrkoherden Johannes Ljurenius i Västra Husby församling och kyrkoherden Johannes Arendt i Västra Husby församling.

De fick ytterligare 6 söner och 2 döttrar.